# Gromada Wielkolas
Die Gromada Wielkolas war eine Verwaltungseinheit in der Volksrepublik Polen zwischen 1954 und 1961. Verwaltet wurde die Gromada vom Gromadzka Rada Narodowa, dessen Sitz sich in Wielkolas befand und aus 20 Mitgliedern bestand. Die Gromada Wielkolas gehörte zum Powiat Lubartowski in der Woiwodschaft Lublin und bestand aus den Dörfern Wielkolas, Wolica und Dębiny, ehemaligen Gromadas der aufgelösten Gmina Abramów. Zum 1. Januar 1962 wurden die Gromada Wielkolas aufgelöst und die Dörfer der Gromda Abramów zugeordnet.